# Effet Mandelbaum
Pour les articles homonymes, voir Mandelbaum.
L'effet Mandelbaum est une tendance de l’œil à faire une mise au point proche en conditions de faible visibilité.
Il a été décrit pour la première fois par J. Mandelbaum en 1960.
Parce qu'une vitre sale peut aggraver cet effet, et ainsi amener un pilote ou un conducteur à ne pas voir un obstacle ou un danger, il est fortement recommandé de faire attention à la propreté des vitrages.

## Description
Quand la visibilité est faible, comme de nuit avec des averses ou du brouillard, l'œil humain tend à se relâcher et à faire la mise au point sur sa distance de base, connue techniquement comme « champ visuel vide » ou « fond noir ».
Cette distance est habituellement un peu inférieure à un mètre, mais une grande variabilité existe entre les personnes.

## Causes et Facteurs
L'effet est aggravé par la présence d'objets à proximité de l’œil, car cela incite à une mise au point plus rapprochée.
Il a été montré que l'effet Mandelbaum n'est pas une erreur de réfraction au sens habituel. En effet, il n'est pas provoqué par une caractéristique structurelle de l’œil mais par des variations normales de perception du cerveau.
Comme pour le phénomène de désorientation spatiale identifié dans l'aviation, il est avancé que certaines personnes sont fortement affectées par cet effet alors que d'autres ne se le seront que modérément, voire pas du tout.
Dans les recherches sur la sécurité des transports aériens et routiers, l'effet Mandelbaum est un outil utile pour déterminer des biais lors de conditions stressantes : il semble exister des tendances constantes dans les perceptions des pilotes et des conducteurs en cas de mauvaise visibilité.
Des méthodes de compensation de l'effet Mandelbaum font l'objet de recherche.